# Alex Boone
Alex Boone (Lakewood, 4 maggio 1987) è un giocatore di football americano statunitense che gioca nel ruolo di offensive guard per gli Arizona Cardinals della National Football League (NFL). Dopo non essere stato scelto nel Draft NFL 2009 firmò coi San Francisco 49ers. Al college ha giocato a football all’Università statale dell'Ohio.

## Primi anni
Boone giocò al St. Edward High School a Lakewood, Ohio.

## Carriera professionistica

### San Francisco 49ers
Dopo non essere stato selezionato nel Draft 2009, in parte a causa di preoccupazioni sul suo abuso di sostanze alcoliche, Boone firmò con i San Francisco 49ers. Alex fu svincolato a settembre senza riuscire ad entrare nei 53 uomini del roster attivo ma rifirmò poco dopo per far parte della squadra di allenamento. Il 6 gennaio 2010 fu promosso nel roster regolare.
Nella stagione 2010, Boone scese in campo in una sola partita mentre nel 2011 disputò tutte le 16 gare della stagione regolare, senza mai partire come titolare.
Il 9 settembre 2012, nella prima gara della stagione vinta contro i Green Bay Packers, Boone scese per la prima volta in campo come titolare. Il 3 febbraio 2013 Boone partì come titolare nel Super Bowl XLVII ma i 49ers furono sconfitti 34-31 dai Baltimore Ravens.

## Vita personale
Boone fu trovato colpevole di aver guidato in stato di ebbrezza nel 2006 e fu arrestato il 1º febbraio 2009 dopo aver presumibilmente saltato su dei cofani di alcune automobili, tirato il cavo di un carro attrezzi e cercato di rompere un finestrino.

## Palmarès
- National Football Conference Championship: 1

San Francisco 49ers: 2012